# Maria Victoria Haas
Maria Victoria Haas (* 1980 in Arbon) ist eine Schweizer Radio- und Fernsehjournalistin (SRG SSR) und Moderatorin.

## Leben
Maria Victoria Haas wuchs im bündnerischen Domat/Ems als Tochter einer spanischen Mutter und eines rätoromanischen Vaters auf. Nach der Matura studierte sie zuerst klassischen Gesang an der Hochschule der Künste Bern (HKB) in der Klasse von Elisabeth Glauser und erwarb dort sowohl das Lehr- als auch das Konzertdiplom. Weiterbildungen führten sie nach New York, Heidelberg und Hamburg.
Bereits in frühen Jugendjahren erhielt sie Orgelunterricht bei Andrea Kuratle in Chur. Seit 1995 amtet Maria Victoria Haas als Organistin in der Pfarrkirche Mariä Himmelfahrt in Domat/Ems.
Ihre berufliche Karriere startete sie als klassische Sängerin in den Bereichen Lied, geistliche Musik, Operette und Oper. Sie sang z. B. 2004 die Rolle der Fatima in der Uraufführung der rätoromanischen Oper Tredeschin von Gion Antoni Derungs oder gab den Cherubino in Le Nozze di Figaro an den Schlossfestspielen Werdenberg.
Maria Victoria Haas spricht alle vier Landessprachen (Rätoromanisch, Deutsch, Italienisch und Französisch) und dazu Spanisch und Englisch.

## Journalistische Karriere
2009 begann ihre journalistische Karriere als Moderatorin bei Radiotelevisiun Svizra Rumantscha (RTR). Dort führte sie bis 2017 durch die Sendung Telesguard, die rätoromanische Tagesschau, zu sehen jeweils werktags auf Schweizer Radio und Fernsehen (SRF). In dieser Funktion moderierte sie auch zahlreiche Abstimmungssendungen. 2017 wechselte sie zum rätoromanischen Radio, wo sie bis 2019 Hintergrundbeiträge für die Sendungen Vita e cretta und Marella erstellte. Bis heute arbeitet sie als Freelancerin für beide Sendegefässe.
Dank ihrer Mehrsprachigkeit ist sie in der Schweiz als Moderatorin nationaler Sendungen der SRG SSR (Schweizerische Radio- und Fernsehgesellschaft) bekannt, darunter z. B. der 1.-August-Feier (Co-Moderation mit Clarissa Tami, Sven Epiney und Jean-Marc Richard) und des Weihnachtskonzerts Nadal, das sie jeweils viersprachig moderierte.
Mit Matteo Caccia und Annette Gerlach moderierte sie 2019 die Live-Übertragung von Pietro Mascagnis Oper Cavalleria rusticana aus Matera (eine Produktion des Teatro di San Carlo Neapel mit Rai/Arte/SRG SSR) und mit Giuseppe Clericetti den Dokumentarfilm von Andy Sommer Un Barbiere a Lugano (eine Produktion von RSI/SRG SSR). Während vieler Jahre führte sie zudem durch die Verleihung des Schweizer Filmpreises.
Zurzeit ist Maria Victoria Haas v. a. als Event-Moderatorin tätig. So präsentierte sie z. B. 2021 die Digital Economy Award Night im Hallenstadion Zürich (zusammen mit Tanya König) und den Swissmem-Industrietag in Lugano. Seit einigen Jahren moderiert sie den SwissRadioDay und das SwissMediaForum, zwei der wichtigsten Anlässe der Schweizer Medienbranche. 2019 führte sie durch die International Public Media Conference in Bern.

## Privates
Maria Victoria Haas lebt mit Mann und Tochter in Locarno und studiert, neben ihrer Arbeit als Moderatorin und Journalistin, Theologie und Ethik an der Universität Luzern.